# Aleksiej Antonienko
Aleksiej Kasjanowicz Antonienko (ros. Алексей Касьянович Антоненко, ur. 10 lutego?/23 lutego 1911 we wsi Waśkowicze w obwodzie mohylewskim, zm. 25 lipca 1941 na Półwyspie Hanko) – radziecki lotnik wojskowy, kapitan, Bohater Związku Radzieckiego (1941).

## Życiorys
Urodził się w rodzinie robotniczej. Skończył szkołę zawodową, pracował jako ślusarz na kolei w mieście Dno (obwód pskowski), później jako pomocnik maszynisty, od 1929 służył w Armii Czerwonej. Od 1932 należał do WKP(b), ukończył szkołę lotników morskich w Jejsku i został jej instruktorem, w 1939 brał udział w bitwie nad Chałchin-Goł, w 40 walkach powietrznych zestrzelił 6 japońskich samolotów. Później  służył w 13 pułku lotnictwa myśliwskiego 10 Brygady Lotniczej Floty Bałtyckiej, 1939 uczestniczył w wojnie z Finlandią, a od 22 czerwca 1941 w wojnie z Niemcami. 25 czerwca zestrzelił nad Bałtykiem samolot Ju-88, a w lipcu wyróżnił się podczas walk o półwysep Hanko, strącając w ciągu 34 dni 11 samolotów wroga, w tym jeden taranując. 14 lipca 1941 został uhonorowany Złotą Gwiazdą Bohatera Związku Radzieckiego i Orderem Lenina. Miał stopień kapitana. Zginął w wypadku lotniczym.